# Haus Janssen
Das Haus Janssen in Bremen-Horn-Lehe, Ortsteil Horn, Alten Eichen 15, stammt von 1933. 
Das Gebäude steht seit 1993 unter Bremischen Denkmalschutz.

## Geschichte
Das zweigeschossige verputzte, relativ einfache Wohnhaus mit einem Walmdach wurde 1933 nach Plänen von Alfred Runge und Eduard Scotland für den Rechtsanwalt Hermann Janssen gebaut.